# Darly Zoqbi de Paula
Darly Zoqbi de Paula (geboren am 25. August 1982 in Ponte Nova) ist eine Handballspielerin auf der Spielposition Torwart. Die in Brasilien geborene Zoqbi besitzt auch die spanische Staatsangehörigkeit.

## Vereinskarriere
Ihr erster Verein war Mauá Universo, wo sie von 1999 bis 2002 aktiv war. Im Jahr 2002 wechselte sie nach Spanien. Hier spielte sie von 2002 bis 2003 bei Balonmano Murcia und anschließend, von 2003 bis 2006, bei Balonmano Bera Bera, ehe sie nach Frankreich zu HAC Handball wechselte, bei dem sie von 2006 bis 2010 unter Vertrag stand. Von 2010 an spielte sie wieder in Spaniens erster Liga, zunächst bei Valencia Aicequip, dann, ab 2011, wieder bei Balonmano Bera Bera. Im Jahr 2013 ging sie erneut nach Frankreich, wo sie bei CJF Fleury Loiret Handball spielte. Von 2016 bis 2019 war Zoqbi in Montenegro bei ŽRK Budućnost Podgorica aktiv. Ab dem Jahr 2019 spielte sie in Rumänien bei Gloria Bistrita. Nach einer Kreuzbandverletzung im März 2021 und der Geburt ihres Kindes im Mai 2022 hatte sie nicht mehr bei Gloria gespielt; Anfang 2023 wurde der Vertrag aufgelöst und sie wechselte ab 1. März 2023 zum französischen Verein Brest Bretagne Handball. Seit der Saison 2023/24 steht sie beim rumänischen Erstligisten SCM Craiova unter Vertrag.
Mit den Mannschaften BM Bera Bera, HAC Handball, Valencia Aicequip, Fleury Loiret, Budućnost und Gloria nahm sie an europäischen Vereinswettbewerben teil.

## Auswahlmannschaften
Die gebürtige Brasilianerin spielte zunächst für die brasilianische Nationalmannschaft. Mit dieser Auswahl nahm sie an der Weltmeisterschaft 2001 (12. Platz), den Panamerikanischen Spielen 2003 (1. Platz), der Weltmeisterschaft 2003 (20. Platz), den Olympischen Spielen 2004 (7. Platz), den Panamerikanischen Spielen 2007 (1. Platz), der Weltmeisterschaft 2007 (14. Platz), den Olympischen Spielen 2008 (9. Platz), der Weltmeisterschaft 2009 (15. Platz) und an den Panamerikanischen Spielen 2011 (1. Platz) teil.
Am 7. Juni 2015 debütierte sie in der spanischen Nationalmannschaft bei einem Länderspiel in Las Palmas de Gran Canaria gegen die slowakische Auswahl. Mit den spanischen Frauen stand sie im Aufgebot bei der Weltmeisterschaft 2015 (12. Platz), den Olympischen Spielen 2016 (6. Platz), der Europameisterschaft 2016 (11. Platz), der Weltmeisterschaft 2017 (11. Platz) sowie bei der Weltmeisterschaft 2019 in Japan, wo sie mit dem Team den zweiten Platz belegte. Im März 2023 wurde sie erneut in die Auswahl berufen; sie nahm Ende des Jahres an der Weltmeisterschaft 2023 teil. Sie stand für das olympische Handballturnier 2024 als Ersatzspielerin im spanischen Aufgebot.
Nach den Olympischen Spielen in Paris beendete sie ihre Karriere in der Nationalmannschaft Spaniens. Von Juni 2015 bis August 2024 bestritt sie insgesamt 88 Länderspiele für Spaniens A-Auswahl.

## Erfolge
- erster Platz bei den Panamerikanischen Spielen 2003, 2007, 2011
- zweiter Platz bei der Weltmeisterschaft 2019
- spanischer Supercup 2012, 2013
- spanische Meisterschaft 2013
- spanischer Pokal 2013
- französische Meisterschaft 2015
- französischer Ligapokal 2015
- französischer Pokal 2007, 2014
- montenegrinische Meisterschaft 2017, 2018, 2019
- montenegrinischer Pokal 2017, 2018, 2019

## Privates
Im Mai 2022 wurde sie erstmals Mutter.